# Помона (Њујорк)
Помона (енгл. Pomona) град је у америчкој савезној држави Њујорк.

## Демографија
По попису из 2010. године број становника је 3.103, што је 377 (13,8%) становника више него 2000. године.
| Група             | 2000.         | 2010.         |
| Белци             | 2.053 (75,3%) | 1.918 (61,8%) |
| Афроамериканци    | 283 (10,4%)   | 593 (19,1%)   |
| Азијати           | 181 (6,6%)    | 288 (9,3%)    |
| Хиспаноамериканци | 162 (5,9%)    | 219 (7,1%)    |
| Укупно            | 2.726         | 3.103         |